# 桂林理工大学南宁分校
桂林理工大学南宁分校，前身为桂林工学院南宁分院、南宁有色金属工业学校，是桂林理工大学的分校，位于中国广西南宁市及崇左市扶绥县。主要承担桂林理工大学的应用型本科教育与高等职业教育，电子注册和学生毕业统一归口桂林理工大学。
学校现有安吉、空港两个校区，面积1300多亩。安吉校区位于南宁市，空港校区位于崇左市扶绥县，现主校区为空港校区。

## 分校历史
1985年，桂林理工大学南宁分校的前身南宁有色金属工业学校建立。

2000年，南宁有色金属工业学校经广西壮族自治区教育厅批准整体并入桂林理工大学，成为桂林理工大学重要的有机组成部分。

2009年，桂林工学院南宁分院更名桂林理工大学南宁分校。

2010年，桂林理工大学（空港校区）建成投入使用。

2015年，桂林理工大学南宁分校开设应用型本科专业。

## 校园环境

空港校区全景

## 系部设置
- 经济与管理系
- 计算机应用系
- 冶金与资源工程系
- 机械与控制工程系
- 电气与电子工程系
- 土木与测绘工程系